# Società Sportiva Bocca
Società Sportiva Bocca, también llamado SS Bocca o simplemente Bocca, es un club de fútsal de Ecuador con sede en la ciudad de Guayaquil. Fue fundado por Fernando Bocca Ruiz en el año 2016 y juega en la Serie B Ecuatoriana. Utiliza camiseta celeste con blanco y pantaloneta con iguales colores semejantes a los de la bandera de la ciudad que lo vio nacer.  
S.S. Bocca ha obtenido ocho títulos nacionales, uno en la Serie "B" y los demás en la Serie "A". 
Así mismo ha participado en 6 torneos internacionales y clasificado por séptima ocasión a la Copa Conmebol Libertadores de Fútsal 2024.
En el año 2016 consiguió su primer título Nacional en la serie B lo que permitió que ese año ascienda a la serie de privilegio; ya en la serie "A"  de igual manera obtuvo su primer Título Nacional de manera invicta. S.S. Bocca ha mantenido la supremacía ante los equipos de la serie A de la liga de Fútsal del Ecuador y una marca difícil de superar de más de 60 partidos invictos en el Torneo Nacional. 
S.S. Bocca consiguió el pase a la Copa Libertadores de Futsal 2017 jugada en Perú, obteniendo en ese entonces lo que fue la mejor participación de un equipo Ecuatoriano a nivel Internacional. 
En dicha competencia obtuvo el pase hasta los cuartos de final haciendo una decorosa participación, en su debut en el torneo Internacional.
S.S. Bocca fue situado en el grupo B con Cerro Porteño, Bello Real Antioquia (Colombia) y Old Christians (Uruguay).
El cuadro Guayaquileño ganó en su debut Internacional por 6 a 5 al equipo uruguayo, en su segundo encuentro cae por 4 a 2 ante Bello Real Antioquia de Colombia y su tercera fecha 5 a 2 cae contra Cerro Porteño  de Paraguay  quien era el campeón vigente del Torneo.
La victoria ante Old Christians (Uruguay) y resultados en los otros grupos permiten que S.S. Bocca clasifique a los cuartos de final como primer mejor 3.º de cada grupo, ya que clasificaban 2 mejores 3.os ubicados en cada grupo.
Ya en los cuartos de final se enfrentó nuevamente a Bello Real Antioquia de Colombia ganando el encuentro por 6 a 2 y así culminó la participación del equipo Ecuatoriano.
En el año 2017, así mismo resultó ganador del Torneo Apertura de la Liga Nacional de Fútsal y adicionalmente triunfó de manera invicta en la segunda etapa del torneo Nacional, conocida también como el Torneo Clausura, convirtiéndose en Bicampeón nacional, obteniendo el cupo para participar en la Copa Libertadores 2018 en la ciudad de Carlos Barbosa, en Brasil.
En la Copa Libertadores de Futsal 2018 en Brasil, Carlos Barbosa considerada la capital mundial del Fútsal, el equipo Guayaquileño no tuvo una destacada participación, fue situado en un grupo con los siguientes clubes: Nacional de Uruguay,             y Leones de Nariño de Columbia. 
En el año 2018, el equipo Guayaquileño jugó el torneo Nacional como Bicampéon y ganó de manera invicta la primera y segunda etapa jugando alrededor de 25 partidos, logró ser Tricampeón Nacional y accedió a su tercera Copa Libertadores de Futsal 2019 consecutiva a jugarse en Argentina.
En la Copa Libertadores de Futsal 2019 en Buenos Aires, fue parte del Grupo C donde se encontraban los equipos de Corinthians de Brasil, Nacional de Uruguay y Bucaneros de Venezuela. No consiguió pasar a cuartos de final.
Ya en el torneo apertura del 2019 S.S. Bocca lo ganó nuevamente, enfrentándose a diferentes clubes del país, logró imponerse y conquistó su cuarto título nacional de manera consecutiva.  
Para el torneo del año 2020 inicia el Torneo frente a Atlético Galápagos ganando en la 1.ª fecha por 3 goles a 0, posteriormente ganando por 7 a 2 a su similar de Naranjito Sports y en la tercera fecha gana 4 a 2 a Unión Española, ya para los partidos de vuelta los resultados fueron 5 a 3 ganando nuevamente a Naranjito Sports, un 5 a 0 contundente a Atlético Galápagos y un 4 a 2 a Unión Española.
Ya para los cuartos de final se enfrenta al cuadro de la ESPE obteniendo un 4 a 0 en la ciudad de Quito y en el partido de vuelta un 2 a 1 que le permitió seguir a las semifinales frente a AVICED en Cuenca ganando por un marcador de 6 a 2 y así mismo de local venciendo y accediendo a la gran final frente a Dental imagen, ganando por 8 a 5 en el partido de ida en Jipijapa y en el partido de vuelta cayendo por 6 a 5, por gol diferencia se impuso y se coronó como pentacampeón nacional. 
Obtuvo así el pase para la Copa Libertadores de Futsal 2020 jugada en septiembre en Argentina.
La Copa Libertadores de Futsal 2021, denominada oficialmente Copa Conmebol Libertadores Futsal 2021, fue la decimonovena edición de este torneo organizado por la Conmebol, que enfrentó a los mejores clubes de fútsal de América del Sur. Participaron equipos de los diez países que forman parte de la Conmebol.
El torneo se desarrolló en Florida, Uruguay y estaba programado originalmente para jugarse del 19 al 26 de abril del 2020, pero debido a la pandemia de COVID-19 se pospuso para jugarse del 15 al 22 de mayo del 2021.   Debido a inconvenientes surgidos con el ingreso de algunas delegaciones a Uruguay, la fecha de inicio de la Copa Libertadores de Futsal se atrasó por un día, y comenzó el 16 de mayo. Los rivales de S.S. Bocca a nivel nacional han sido Naranjito Sports, Unión Española, Laboratorio Divino Niño, Dental imagen, ESPE, Atlético Galápagos, Walter Sports, AVICED,  Ciudad de Quito entre otros.

## Palmarés

### Torneos nacionales
- Liga Nacional Fútsal Serie A (7): 2016, 2017, 2018, 2019, 2021, 2022, 2023.
- Liga Nacional Fútsal Serie B (1): 2016

- Datos: Q54809901